# Olivier Jean-Marie
Olivier Christophe Hervé Jean-Marie (19 tháng 11 năm 1960 – 13 tháng 5 năm 2021), thường được biết đến với nghệ danh Olivier Jean-Marie, là một cố nhà làm phim kiêm họa sĩ diễn hoạt người Pháp. Là một trong những thành viên chủ chốt của hãng phim hoạt hình Xilam, ông được biết đến qua những bộ phim hoạt hình gồm Zig & Sharko, Mèo Oggy và những chú gián tinh nghịch, Anh em nhà Dalton, Lucky Luke, Mr. Magoo và Space Goofs.

## Danh sách phim
| Phim                                   | Vai trò                                                          | Năm       |
| -------------------------------------- | ---------------------------------------------------------------- | --------- |
| Patrol 03                              | Thiết kế nhân vật                                                | 1997      |
| Space Goofs                            | Đạo diễn, biên kịch, họa sĩ diễn hoạt, họa sĩ bối cảnh           | 1997-2008 |
| Mèo Oggy và những chú gián tinh nghịch | Đạo diễn, họa sĩ diễn hoạt, họa sĩ bối cảnh                      | 1998–2018 |
| The New Adventures of Lucky Luke       | Đạo diễn, họa sĩ diễn hoạt, họa sĩ bối cảnh                      | 2001-2003 |
| Ratz                                   | Biên kịch                                                        | 2003-2006 |
| Anh em nhà Dalton                      | Biên kịch                                                        | 2009      |
| Kaeloo                                 | Biên kịch                                                        | 2010      |
| Zig & Sharko                           | Đạo diễn, họa sĩ diễn hoạt, họa sĩ bối cảnh, biên kịch, sáng lập | 2010–2020 |
| Rabbids Invasion                       | Biên kịch (cho tập phim "Omelet Party")                          | 2013      |
| Rolling with the Ronks!                | Sáng lập, biên kịch                                              | 2017      |
| Mr. Magoo                              | Biên kịch                                                        | 2019      |
| Sunnyside Billy                        | Sáng lập                                                         | 2023      |
| Snow White: The Sequel                 | Họa sĩ bối cảnh                                                  | 2007      |
| Go West! A Lucky Luke Adventure        | Họa sĩ bối cảnh, đạo diễn, biên kịch                             | 2007      |
| Oggy and the Cockroaches: The Movie    | Đạo diễn, biên kịch                                              | 2013      |